# Hoplismenus hemimelas
Hoplismenus hemimelas là một loài tò vò trong họ Ichneumonidae.